# Cold (álbum)
Cold es el primer álbum de estudio del grupo de metal alternativo estadounidense Cold, lanzado el 2 de junio de 1998 por Flip Records. Este disco precede el éxito de la banda a nivel internacional en el ambiente del metal alternativo. 
La grabación del mismo se realizó entre los meses de noviembre de 1997 y marzo de 1998 en los estudios Indigo Ranch Studios en Malibu, California.
El álbum fue comparado con sus álbumes posteriores y fue considerado el que tenía el sonido más agresivo y crudo. 
Cold tuvo una muy buena recepción de los críticos de música y de los fanes del grupo. Los sencillos y los videoclips del álbum fueron Give y Go Away respectivamente.

## Canciones
Todas las canciones fueron escritas por Scooter Ward

Todas las canciones escritas y compuestas por Canciones. 
| N.º | Título                                 | Duración |  |
| 1.  | «Go Away»                              | 4:41     |  |
| 2.  | «Give»                                 | 3:48     |  |
| 3.  | «Ugly»                                 | 4:14     |  |
| 4.  | «Everyone Dies»                        | 3:19     |  |
| 5.  | «Strip Her Down»                       | 6:13     |  |
| 6.  | «Insane»                               | 5:41     |  |
| 7.  | «Goodbye Cruel World»                  | 3:28     |  |
| 8.  | «Serial Killer»                        | 5:35     |  |
| 9.  | «Superstar»                            | 4:17     |  |
| 10. | «The Switch»                           | 4:07     |  |
| 11. | «Makes Her Sick»                       | 3:59     |  |
| 12. | «Blame (Bonus Track edición japonesa)» | 4:21     |  |

## Personal
- Scooter Ward - voz, guitarra, piano, teclado
- Kelly Hayes - guitarra
- Jeremy Marshall - bajo
- Sam McCandless - batería

- Fred Durst - voz adicional en la canción "Blame"
- Ross Robinson - voz adicional
- Chuck Johnson - voz adicional
- Krystal Atkins - voz adicional en "Strip Her Down"

### Producción
- Producción y grabación: Ross Robinson
- Productor ejecutivo: Jordan Schur
- Remezclado por Terry Date y  Ross Robinson: todas las canciones excepto "Ugly" y "Strip Her Down"
- Asistido por: Chuck Johnson y Rob Agnello
- Masterizado por: Howie Weinberg